# Gernand von Brandenburg
Gernand von Brandenburg (auch Gerhard, Gerrand, Gernot; † 14. Dezember 1241) war von 1222 bis 1241 Bischof von Brandenburg. Er gehörte dem Prämonstratenserorden an.

## Leben
Die erstmalige urkundliche Erwähnung Gernands von Brandenburg nennt ihn als Abgesandten des Magdeburger Erzbischofs Ludolf von Kroppenstedt am 25. Mai 1200 in Rom. Sein nächster Besuch in Rom fand vom 25. Februar 1202 bis zum 23. Juni 1202 statt. Dieses Mal hält er sich als Abgesandter des Elekten und späteren Erzbischofs Albrecht I. von Käfernburg dort auf. Zu diesem Zeitpunkt war er Stiftsherr von St. Nikolaus in Magdeburg. Aufgrund eines päpstlichen Mandats an den Erzbischof von Magdeburg erhielt er ein Kanonikat im Domkapitel von Magdeburg. Als Archidiakon wird er urkundlich, datiert auf den 27. April 1211, erwähnt. Bald darauf erhielt er das Dekanat des Domstifts. Als Dekan ist er vom 21. März 1212 bis zum 9. November 1221 belegt. Mit dem Erzbischof Albrecht I. brach er Ende September 1221 nach Italien auf.
Gernand von Brandenburg wurde nach Siegfried II. der nächste Bischof von Brandenburg, da weder Ludolf von Schwanebeck noch Wichmann von Arnstein vom Papst als Bischof von Brandenburg bestätigt wurden. Nachdem der Papst kraft Devolutionsrechts die zwiespältigen Wahlen Wichmanns von Arnstein und Ludolfs von Schwanebeck kassiert hatte, ernannte er Gernand am 17. Mai 1222 zum Bischof von Brandenburg. Seine Weihe erhielt er vom Magdeburger Erzbischof Albrecht I. in Alatri am 29. Mai 1222. Erst im Frühjahr 1224 kehrte er aus Italien zurück und übernahm seine Diözese.
Vom päpstlichen Legaten Konrad wurde er am 1. Oktober 1225 zum Visitator des Klosters auf dem Lauterberg bestellt.
Das bedeutendste Werk von Gernand von Brandenburg während seines Pontifikates war die Beilegung des brandenburgischen Zehntstreits mit den Markgrafen Johann I. und Otto III. Es kam zu einem für beide Teile befriedigenden Vergleich, datiert auf den 28. Oktober 1237.
Nach Bothonis Chronik wurde er 1239 vom Havelberger Bischof Wilhelm von Havelberg gefangen genommen. Weiteres ist über dieses Ereignis nicht bekannt.
Nach der brandenburgischen Bischofschronik verstarb Gernand von Brandenburg am 14. Dezember 1241.
Gernand schuf die viertürmige Marienkirche auf dem Harlungerberg, die einen Vorgängerbau ablöste. Diese Kirche blieb bis zur Beräumung ihrer Ruine im Jahre 1722 das prägende Bauwerk im Weichbild Brandenburgs und bot einem Prämonstratenser-Chorherrenstift, sowie dem im 15. Jahrhundert gegründeten Schwanenorden eine Heimstatt.

## Siegel
Er führte ein spitzovales Siegel. Im Siegelfeld befand sich der stehende Bischof. In der rechten Hand hält der Bischof einen Kreuzstab und in der linken Hand den Krummstab. Die Umschrift lautet: † GERNANDVS DEI GRA BRANDEBVRGNSIS EPC.

## Quelle
- Personendatenbank zur Germania Sacra, abgerufen am 29. Juni 2017.
- Germania-sacra, abgerufen am 29. Juni 2017.